# SLA2
SLA2 (англ. Src like adaptor 2) – білок, який кодується однойменним геном, розташованим у людей на короткому плечі 20-ї хромосоми. Довжина поліпептидного ланцюга білка становить 261 амінокислот, а молекулярна маса — 28 585. SLA2 взаємодіє з геном Cbl.
| 10         |  | 20         |  | 30         |  | 40         |  | 50         |
| ---------- |  | ---------- |  | ---------- |  | ---------- |  | ---------- |
| MGSLPSRRKS |  | LPSPSLSSSV |  | QGQGPVTMEA |  | ERSKATAVAL |  | GSFPAGGPAE |
| LSLRLGEPLT |  | IVSEDGDWWT |  | VLSEVSGREY |  | NIPSVHVAKV |  | SHGWLYEGLS |
| REKAEELLLL |  | PGNPGGAFLI |  | RESQTRRGSY |  | SLSVRLSRPA |  | SWDRIRHYRI |
| HCLDNGWLYI |  | SPRLTFPSLQ |  | ALVDHYSELA |  | DDICCLLKEP |  | CVLQRAGPLP |
| GKDIPLPVTV |  | QRTPLNWKEL |  | DSSLLFSEAA |  | TGEESLLSEG |  | LRESLSFYIS |
| LNDEAVSLDD |  | A          |  |            |  |            |  |            |

A: Аланін

C: Цистеїн

D: Аспарагінова кислота

E: Глутамінова кислота

F: Фенілаланін

G: Гліцин

H: Гістидин

I: Ізолейцин

K: Лізин

L: Лейцин

M: Метіонін

N: Аспарагін

P: Пролін

Q: Глутамін

R: Аргінін

S: Серин

T: Треонін

V: Валін

W: Триптофан

Кодований геном білок за функцією належить до фосфопротеїнів. 
Задіяний у такому біологічному процесі, як альтернативний сплайсинг. 
Локалізований у клітинній мембрані, цитоплазмі, мембрані, цитоплазматичних везикулах.